# Александров, Владимир Борисович
Влади́мир Бори́сович Алекса́ндров (настоящая фамилия Ке́ллер; 9 [21] августа 1898, Саратов — 21 сентября 1954, Москва) — русский литературный критик. Сын академика Б.А. Келлера.

## Биография
Родился в Саратове 9 (21) августа 1898 года.
Окончил 1-ю Воронежскую гимназию с золотой медалью и в 1916 году был зачислен на историко-филологический факультет Московского университета, откуда в 1917 году перешёл в Константиновское артиллерийское училище. Окончив ускоренный курс военного времени, был произведён в прапорщики и направлен на Румынский фронт.
Литературную деятельность начал в 1918 году в Воронеже, где входил в группу молодых поэтов, возникшую вокруг Владимира Нарбута. Автор первой из известных рецензий, посвященной поэтическому творчеству Андрея Платонова. Дебютный сборник стихов Келлера «Игра» был выпущен (под настоящей фамилией) в краснодарском издательстве «Буревестник» одновременно с первой поэтической книгой Платонова; в этом сборнике Д. В. Кузьмин усматривает гомоэротические мотивы, связанные с влюблённостью в художника Бориса Бессарабова. В это же время начал публиковаться как критик, напечатал резкий отзыв о поэзии Анны Ахматовой.
Продолжил обучение на факультете общественных наук Воронежского университета (1923), со второй половины 1923 года — научный сотрудник Экономического института АНИОН (позднее РАНИОН). В мае 1928 года защитил диссертацию на тему «Англо-американская школа политической экономии». В 1928—1929 гг. доцент Белорусского государственного университета, в 1930—1934 гг. — заведующий кафедрой политэкономии, и. о.профессора в Пермском педагогическом университете, с 1934 г. старший научный сотрудник Института экономики Коммунистической академии.
Появление псевдонима «Александров» связано, вероятно, с началом активной деятельности Келлера в качестве литературного критика. Во второй половине 1930-х Александров является одним из основных авторов журнала «Литературный критик». Предположительно, сыграл существенную роль в привлечении в «Литкритик» Андрея Платонова.
Публиковал статьи об А. С. Пушкине («Пугачёв», «Народность и реализм Пушкина», 1936—1937) и Н. А. Некрасове («Спасённое сердце», 1938), Б. Л. Пастернаке («Частная жизнь», 1937), К. М. Симонове («Письма в Москву», 1942). Выпустил книги «Три поэмы Твардовского» (1950) и «Михаил Исаковский» (1950). Писал также статьи о русской прозе («Идеи и образы Достоевского», 1948) и о зарубежной классической литературе («Расин», 1940; «Русский Данте», 1945 — о переводе «Божественной комедии» М. Лозинским). Основные статьи посмертно собраны в книге «Люди и книги» (1956).
Работал внутренним рецензентом в журнале «Новый мир». С именем Александрова связано появление в печати повести Виктора Некрасова «В окопах Сталинграда»: он порекомендовал её Александру Твардовскому, который затем смог добиться её публикации. Сам Александров напечатал похвальный отзыв о повести Некрасова в «Литературной газете». Некрасов вспоминал об Александрове как о человеке, которому он «обязан не только тем, что он меня „открыл“, но и тем, что, открыв, приобщил к тому, чем так щедро одарила его природа — к его уму, культуре, благородству и порядочности».
Преподавал в Литературном институте им. М. Горького.
Умер 21 сентября 1954 года. Похоронен на Введенском кладбище (8 уч.).